# 周峻
周峻（1425年—？），字維高，河南河南府洛陽縣人，明朝政治人物。同進士出身。

## 生平
景泰七年（1456年）舉丙子科河南鄉試第五十四名。天順元年（1457年）中式丁丑科會試第一百七十三名，殿試登進士第三甲第一百六十五名。

## 家族
曾祖周舜卿，元樞密院判。祖父周景文。父周寅，教諭。